# Бучек (Бжезінський повіт)
Бучек (пол. Buczek) — село в Польщі, у гміні Бжезіни Бжезінського повіту Лодзинського воєводства.
Населення — 210 осіб (2011).
У 1975-1998 роках село належало до Скерневицького воєводства.

## Демографія
Демографічна структура станом на 31 березня 2011 року:
|          | Загалом | Допрацездатний вік | Працездатний вік | Постпрацездатний вік |
| -------- | ------- | ------------------ | ---------------- | -------------------- |
| Чоловіки | 105     | 24                 | 64               | 17                   |
| Жінки    | 105     | 17                 | 57               | 31                   |
| Разом    | 210     | 41                 | 121              | 48                   |